# Helge Thiis
Helge Thiis, född den 16 augusti 1897 i Trondheim, död den 1 augusti 1972 på samma ort, var en norsk arkitekt, son till konsthistorikern Jens Thiis och bror till Ragna Thiis Stang.
Thiis tog examen vid Kungliga Tekniska Högskolan i Stockholm 1919. Därefter hade han egen verksamhet som arkitekt samt var konstrecensent i dagstidningen Nationen 1924–1929. Från 1929 ledde han restaureringsarbetet på Nidarosdomen, efter att ha vunnit en tävling om utformningen av västfronten och centraltornet.